# Matalebreras
Matalebreras es un municipio y localidad española de la provincia de Soria, en la comunidad autónoma de Castilla y León. El término municipal, que incluye también el núcleo de Montenegro de Ágreda, tiene una población de 81 habitantes (INE 2024).

## Geografía
El municipio pertenece a la comarca del Moncayo y al partido judicial de Soria. Integrado en la comarca de Tierra de Ágreda, se sitúa a 40 km de la capital provincial. El término municipal está atravesado por la carretera nacional N-122 entre los pK 113 y 120, además de por las carreteras provinciales SO-380, que se dirige a Ólvega, y SO-692, que conecta con Castilruiz. El relieve del municipio está definido por la sierra del Madero al oeste, donde se superan los 1400 m de altitud, y por una zona más llana al este, surcada por algunos arroyos y por el río Manzano, que hace de límite con Castilruiz por el norte. La altitud oscila entre los 1457 m al oeste, en la sierra del Madero, y los 960 m al este. El pueblo se alza a 995 m sobre el nivel del mar.
| Noroeste: Fuentestrún                  | Norte: Castilruiz | Noreste: Castilruiz |
| Oeste: Trévago                         |                   | Este: Ólvega        |
| Suroeste: Villar del Campo y Pozalmuro | Sur: Ólvega       | Sureste: Ólvega     |

### Medio ambiente
En su término e incluido en la Red Natura 2000 se encuentra el lugar de importancia comunitaria conocido como Quejigares y encinares de Sierra del Madero, ocupando 432 hectáreas, el 10 % de su término.
En el término se encuentran extensiones de encinas, carrasca, sabina, roble y enebro. Otras especies son té, aliaga (Genista scorpius), gayuba, estepa (Cistus), manzanilla y tomillo. Las especies que habitan en la zona son ciervos, gato montés (Felis silvestris), corzos y jabalíes, junto con liebres, conejos, perdices y codornices.

## Historia
A la caída del Antiguo Régimen la localidad se constituye en municipio constitucional, conocido entonces como Matalebrera, en la región de Castilla la Vieja, partido de Ágreda y que en el censo de 1842 contaba con 90 hogares y 369 vecinos.
A mediados del siglo XIX crece el término del municipio porque incorpora a Montenegro de Ágreda. 

## Geografía humana

### Demografía
Cuenta con una población de 81 habitantes (INE 2024).
| Gráfica de evolución demográfica de Matalebreras entre 1842 y 2021 |
| |
| Población de derecho según los censos de población del INE Población de hecho según los censos de población del INEEn este censo se denominaba Matalebrera: 1842 Entre el censo de 1857 y el anterior, crece el término del municipio porque incorpora a 425067 (Montenegro de Ágreda) |

### Población por núcleos
| Núcleos              | Habitantes (2000) | Habitantes (2010) |
| -------------------- | ----------------- | ----------------- |
| Matalebreras         | 112               | 92                |
| Montenegro de Ágreda | 9                 | 7                 |

### Economía
La agricultura se dedica principalmente al cereal, junto con el lino. La ganadería es lanar, combinada con la cría industrial de porcino. Existen colmenas trashumantes. Las manufacturas, el comercio, la construcción y los servicios sobre todo, tienen también importancia en Matalebreras.

## Patrimonio

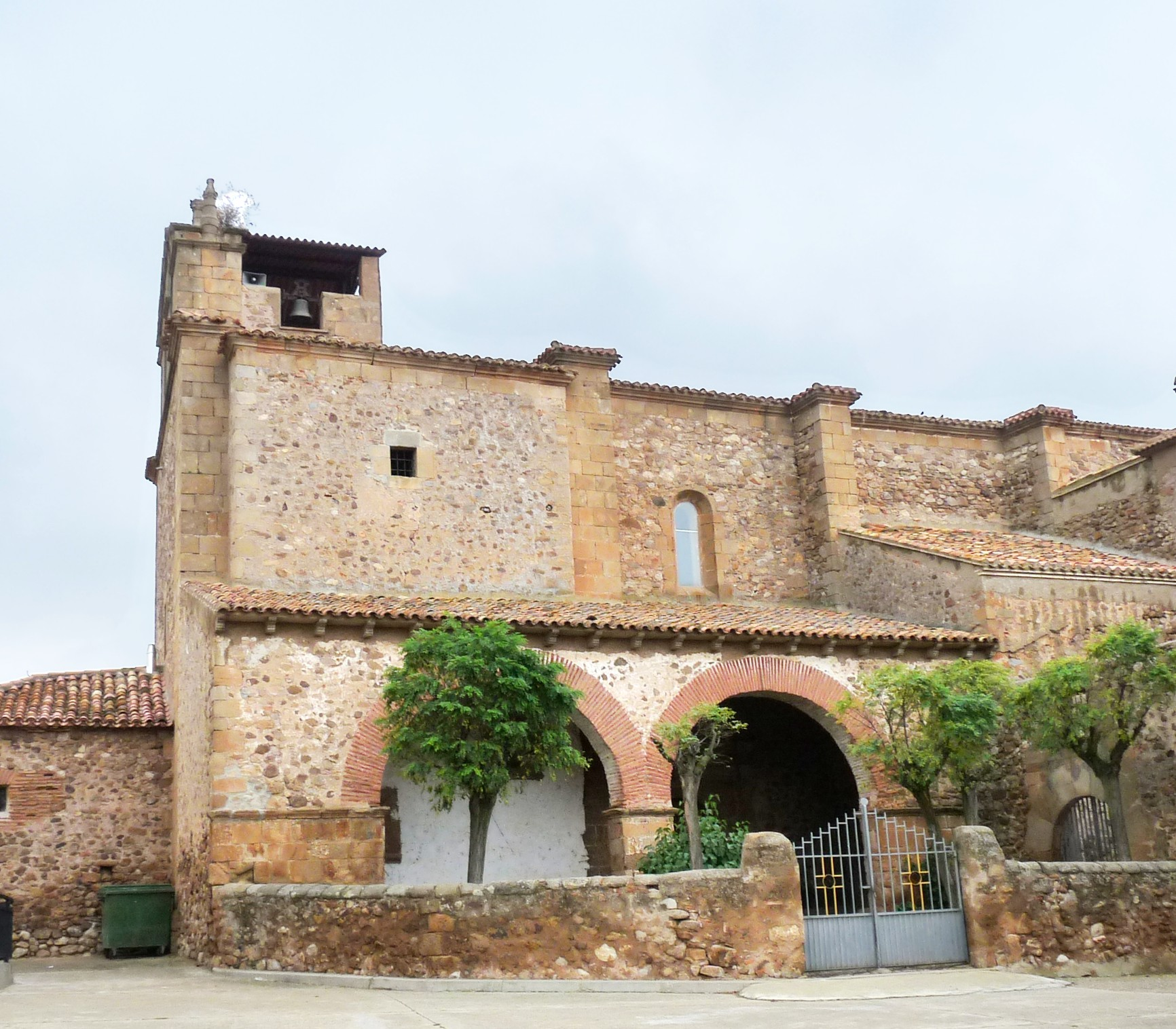
Iglesia de San Pedro Apóstol.

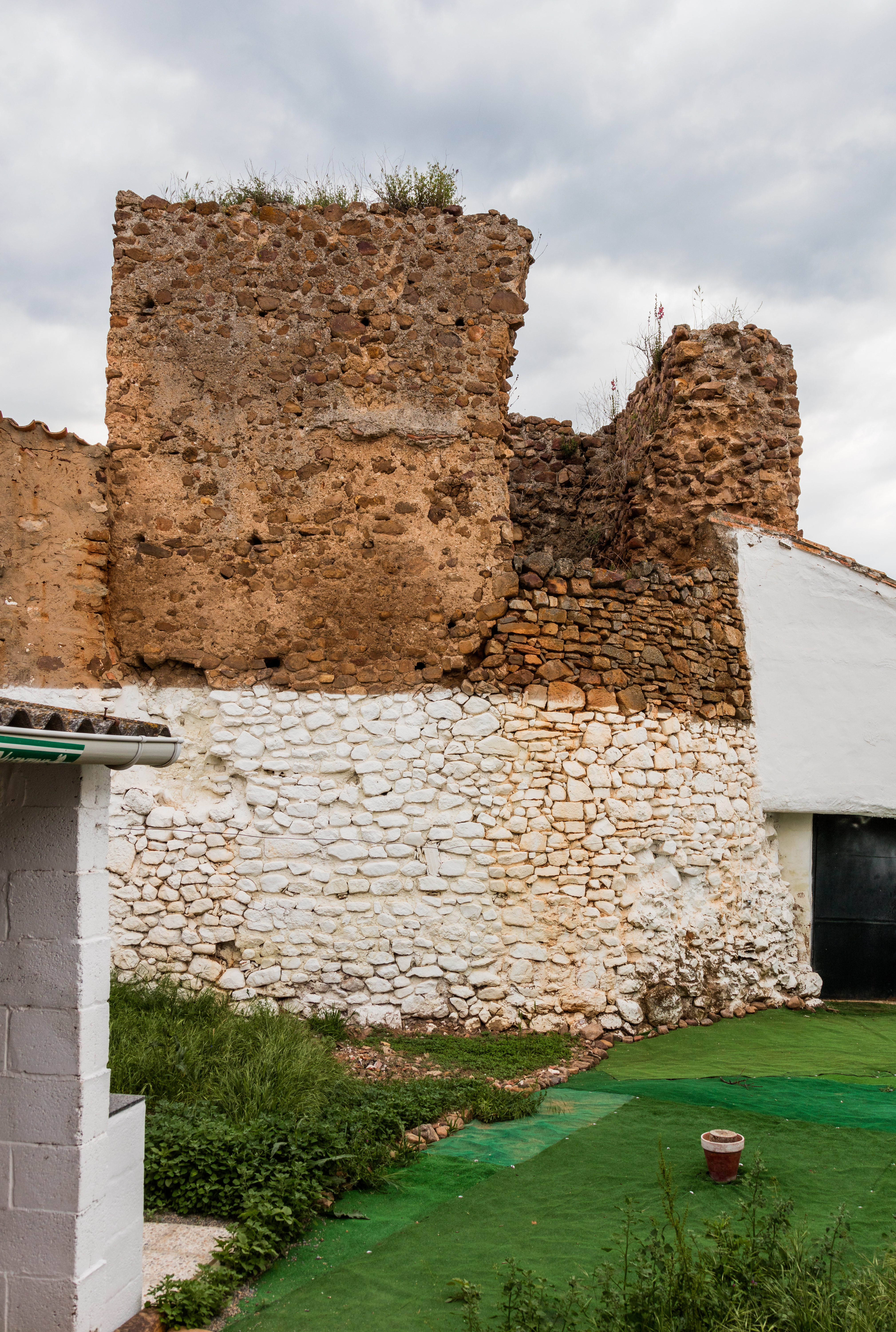
Torre mozárabe.

La iglesia parroquial católica de San Pedro Apóstol es de fábrica gótica, conserva del siglo XVI una capilla y la nave, mientras el resto del edificio es del siglo XVIII. Gabriel de Pinedo realizó el Altar Mayor de la iglesia. 
Matalebreras posee una torre mozárabe actualmente en ruinas. Son dignas de mención tres casas blasonadas de los siglos XVII-XVIII, una de ellas del marqués de Velamazán, en las que se puede contemplar la arquitectura señorial de la zona. Destacan la iglesia de San Pedro Apóstol, Casas Blasonadas, Torre Mozárabe, Castro Celtíbero, puente romano y la muralla mora (medieval). También destaca la casa del guardés, edificio de 200 años de una gran sencillez.

## Fiestas
Las fiestas principales son en agosto en honor de la Virgen del Rosario y de San Roque (15 y 16 de agosto).

## Personas notables
Naturales de la localidad de Matalebreras:
- Gaspar Antonio Martínez, bachiller en Artes (1794) y Teología por la Universidad de Alcalá (1795)
- Emeterio Soria, bachiller en Cánones (1831), licenciado en Teología (1833) y doctor en Teología por la Universidad de Alcalá (1834)